# Tomás Díaz Magro
Tomás Díaz Magro (Madrid, 1941) és un dissenyador espanyol. Inicia la seva activitat el 1959 col·laborant amb SEDI (Sociedad Española de Diseño Industrial). A partir del 1960 es dedica a la investigació sobre el sistema de corbat de la fusta i els sistemes de fabricació de mobiliari, aconseguint el 1961 la Medalla d'or de l'exposició d'inventors de Brussel·les pel Sistema Diaz-Magro de curvado de madera de pino.
El 1964 funda ODM, Oficina para el desarrollo de los materiales. El 1968 està al front del departament de disseny industrial de la firma Talleres de Arte Granda. Un any més tard comença a dissenyar una sèrie de mobles per a diferents productores fins a crear la seva pròpia empresa el 1974, Sistemas TDM SA. El 1988 crea Drupa i GIA el 1989.

## Premis i reconeixements
Al llarg de la seva trajectòria professional ha rebut diferents premis nacionals i internacionals i ha treballat per a empreses com Fase, Otaola o Duran Muebles. Entre els seus dissenys cal destacar el sofà Gótico (1960), el tamboret Empotramiento (1964) o el penjador Arc (1987).